# Karneol
Karneol je rjavkasto rdeč mineral, ki se uporablja predvsem kot poldrag kamen za izdelavo nakita. Podoben mineral je sard, ki je praviloma temnejši in trši. Med njima ni ostre meje, zato se obe imeni pogosto zamenjujeta. Karneol in sard sta različka silikatnega minerala kalcedona. Obarvana sta z železovimi oksidi. Barve so zelo različne, od bledo oranžne do intenzivne skoraj črne. Navečja najdišča karneola so v Braziliji, Indiji, Sibiriji in Nemčiji.

## Ime
Ime karneol je popačenka imena korneol, ki je nastala v 16. stoletju. Beseda korneol je sorodna s podobnimi besedami v več romanskih jezikih in izhaja iz latinske besede corneolus, ta pa iz  latinske besede cornum - drnulja. Prosojne rdeče drnulje so tudi po obliki podobne karneolom. 
Ime karneol namiguje na latinsko besedo caro, carnis – meso, kar je etimološko napačno.
Po Pliniju Starejšem je ime sard povezano z mestom Sardis v Lidiji, vendar bolj verjetno izhaja iz perzijske besede سرد, sered, ki pomeni rumeno rjavo barvo.

## Zgodovina
V Mehrgarhu (Baludžistan, Pakistan) so od 5.-4. tisočletja pr. n. št. za vrtanju luknjic v karneole uporabljali ločne vrtalke. Karneol, ki so ga odkrili v bronastodobnih minojskih plasteh iz obdobja okrog leta 1800 pr. n. št. v Knososu na Kreti, kaže, da se je uporabljal za umetniške okrasne predmete. V rimskem obdobju se je na široko uporabljal za gravirane geme, pečatnike in pečatne prstane, ker se vroč vosek nanj ne lepi.
Sard so Asirci uporabljali za izdelavo valjastih pečatnikov, Egipčani in Feničani za izdelavo skarabejev, Stari Grki in Etruščani pa za izdelavo gem.
Na hebrejskem odemu, v prevodu sardisu, je bil prvi kamen v naprsniku velikega svečenika rdeče barve. Kamen je bil verjetno sard ali morda jaspis.
- Karneoli
- Poliran karneol iz Botsvane
- Pečatni prstan faraona Ramzesa II. in njegove žene Nefertari
- Poljski pečatni prstan z grbom Republike obeh narodov
- Gema iz karneola v zlatem okviru
- Del egipčanske zlate ogrlice s karneoli
- Ogrlica iz zlata in karneolov, delo ciprskega mojstra po mikenskem vzoru (okrog  1400-1200 pr. n. št.)

## Razlike med karneolom in sardom
Imeni karneol in sard se pogosto zamenjujeta, vendar se lahko uporabita za opis razlik med njima. Glavne razlike so:
|        | Karneol                                             | Sard                                                         |
| ------ | --------------------------------------------------- | ------------------------------------------------------------ |
| Barva  | svetlejša, z oranžnimi do rdečkasto rjavimi odtenki | temnejša, z odtenki od temno rdečerjave do skoraj črne barve |
| Trdota | mehkejši                                            | trši in odpornejši                                           |
| Prelom | neraven, razcepljen ali školjkast                   | podoben karneolu, vendar bolj hrapav                         |

Vse omenjene lastnosti imajo zelo širok razpon vrednosti, zato je meja med karneolom in sardom zelo nejasna.